# Anthurium bullianum
Anthurium bullianum är en kallaväxtart som beskrevs av Adolf Engler. Anthurium bullianum ingår i släktet Anthurium och familjen kallaväxter. Inga underarter finns listade.